# 亨里克·涅季维兹基
亨里克·涅季维兹基（波蘭語：Henryk Niedźwiedzki，1933年4月6日—2018年2月9日），波兰男子拳击运动员。他曾代表波兰参加1952年和1956年夏季奥林匹克运动会拳击比赛，其中1956年奥运会获得一枚铜牌。